# Enako
Enako (えなこ, Enako, née le 22 janvier 1994 à Nagoya) est une cosplayeuse professionnelle, seiyū et chanteuse japonaise.

## Biographie
Enako commence le cosplay en deuxième année d'études secondaires après s'être intéressée à la série d'animation La Mélancolie de Haruhi Suzumiya et voit d'autres cosplayers incarner le personnage principal à Akihabara.
Le 24 octobre 2012, Enako et ses collègues cosplayeurs Kuroneko (ja) et Akira Itsuki font leurs débuts sur un label majeur comme le groupe d'idols Panache! pour le label Defstar Records. Le groupe se dissout le 26 avril 2013, Enako se met dans une pause temporaire dans ses activités d'idole.
Le 4 mars 2015, Enako annonce la reprise de ses activités de cosplay sur son compte Twitter nouvellement ouvert.
En 2016, Enako révèle dans une émission télévisée qu'elle gagne plus d'un million de yens par mois et qu'elle a gagné 10 millions de yens en deux jours lors de l'événement Comiket de cette année-là. The Straits Times rapporte plus tard qu'Enako gagna 130 000 dollars de Singapour en une journée au Comiket 2018. Elle fait une apparition au Comiket 2019. Son manager révèle qu'en 2022, elle gagna plus de 200 millions de yens.
Le 16 décembre 2020, Enako fait ses débuts en tant que chanteuse solo avec la sortie de son premier mini-album, Dress Re Code.
Le 11 avril 2021, Enako lance sa chaîne YouTube.
Le 30 juillet 2022, PP Enterprises, l'agence d'Enako, forme le groupe d'idols PPE41, Enako en est membre.

## Vie privée
Le 1er juillet 2021, Enako annonce avoir une relation avec Kenki, un joueur de jeux vidéo.

## Source de la traduction
- (en) Cet article est partiellement ou en totalité issu de l’article de Wikipédia en anglais intitulé « Enako » (voir la liste des auteurs).